# Fernand Boone

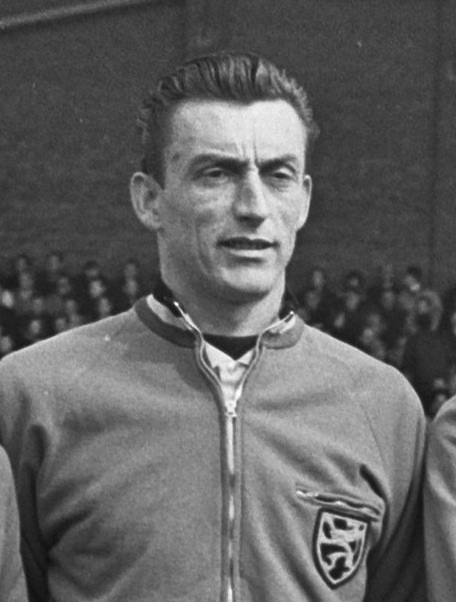
Fernand Boone, 1968

Fernand Boone (* 1. August 1934 in Brügge; † 11. September 2013 in Gent) war ein  belgischer Fußballspieler. 1967 erhielt der Torhüter den Goldenen Schuh als Belgiens Fußballer des Jahres.

## Sportlicher Werdegang
Boone spielte in der Jugend bei Dosko Sint-Kruis. 1952 wechselte er zum FC Brügge, wo er zunächst vor allem in der zweiten Mannschaft auflief und als Ersatzmann hinter Albert Carels fungierte. 1955 verdrängte er den in die Jahre gekommenen Konkurrenten zwischen den Pfosten, mit der von Norberto Höfling trainierten Mannschaft stieg er 1959 wieder in die Erstklassigkeit auf. Zunächst platzierte sich der Klub dort im mittleren Tabellenbereich, gegen Ende der 1960er Jahre stand er im vorderen Tabellendrittel. Mit guten Leistungen führte Boone den Klub 1967 zur Vizemeisterschaft hinter RSC Anderlecht, daraufhin debütierte er in der belgischen Nationalmannschaft und wurde als Belgiens Fußballer des Jahres ausgezeichnet. 1968 und 1970 folgten mit Siegen im Landespokal nationale Titel.
1971 verließ Boone nach wettbewerbsübergreifend 416 Pflichtspielen den FC Brügge und schloss sich dem KSV Roeselare an. Von 1962 bis 1969 wurde er 20 Mal in die belgische Nationalmannschaft berufen, kam dabei von 1967 bis 1968 allerdings nur in acht Länderspielen zum Einsatz, in denen er selbst torlos blieb.
Nach einer Spielzeit beendete er seine aktive Laufbahn und war in den folgenden drei Jahren Trainer des Klubs. Später betrieb Boone ein Café.